# Patna (Kapilvastu)
Patna (nep. पटना) – gaun wikas samiti w zachodniej części Nepalu w strefie Lumbini w dystrykcie Kapilvastu. Według nepalskiego spisu powszechnego z 2001 roku liczył on 1117 gospodarstw domowych i 7704 mieszkańców (3792 kobiet i 3912 mężczyzn).